# Spartina bakeri
Spartina bakeri är en gräsart som beskrevs av Elmer Drew Merrill. Spartina bakeri ingår i släktet marskgräs, och familjen gräs. Inga underarter finns listade i Catalogue of Life.